# Zweiohrküken
Zweiohrküken è un film tedesco del 2009 diretto, coscritto, coprodotto e interpretato da Til Schweiger.
Si tratta del sequel del film 300 ore per innamorarsi (Keinohrhasen), diretto dallo stesso Til Schweiger e uscito nel 2007.